# 国民府

国民府
국민부
（朝鮮語）

国の標語: 
日本帝国主義の打倒、韓国に独立を。
現：吉林省の地図

国民府（こくみんふ / 朝：국민부 / ローマ字：Gugminbu）は、かつて南満洲地域で朝鮮独立活動を行っていた政治団体である。
この政権は日本領朝鮮から逃げ延びた朝鮮民族による自治県でもあった。

## 前史
1920年代の終わり頃、日本軍が行った間島虐殺から生き延びた抗日勢力は諸外国で大日本帝国への抵抗戦争を繰り出していたが、小勢力に過ぎなかった個々の抗日勢力はお互いに融和運動を展開し、1922年8月に朝鮮統一政府が成立した。
これに影響を受けた結果、大韓民国臨時政府陸軍駐満参議府（1924年6月）、正義府（1924年11月）、在満韓民族総合会（1929年8月）の3つの組織は新賓県にて統合、軍政権として行政機関を設置して独立を目指すべく準備が進められた。

## 発展
1927年頃、満洲の朝鮮人は各々の勢力圏を作って自治を得る為に活動を続けていたが、いずれの勢力も最終目標は「大韓民国独立」だったが抗日戦争を有意に進める為には3つに分裂している各政権の統一する必要があり、同時期の大日本帝国は中華民国を弱体化させて満州へと植民地を求めて影響力を強めていたのと同時に自国領である朝鮮半島内の独立・抗日運動を徹底的に弾圧していた事や、中国内でも民族統一運動が発生による影響もあって三勢力の統合も本格的に議論されるようになった。
しかし政権の統合は中々進まず、具体化されたのは1927年8月の司法の以下の決議によるものだった。
1. 満洲における活動の統一の為、各政権の合同を推進すること。
2. 統一の準備を各政権全体で行うこと。

司法省第4回中央委員会の決議
そして数々の議論を重ねた1929年4月1日に国民府が成立。同年12月に朝鮮革命軍を設立し、独立運動を推奨した。

### 終焉
1932年に日本軍により満洲国が成立し、国民府の抗日運動や独立活動を大幅に弾圧した事で活動を行うことが不可能になり事実上滅亡した。